# Marcelino Martínez
Marcelino Martínez Cao (Ares, 29 aprile 1940) è un ex calciatore spagnolo, di ruolo attaccante. Campione d'Europa con la Nazionale spagnola nel 1964.
Con 116 reti segnate, è il miglior marcatore di sempre del Real Saragozza.

## Carriera

### Club
Da ragazzo studiava in un seminario a Santiago de Compostela dove praticava diversi sport, tra cui il calcio  Ad Ares, suo paese natale, venne notato mentre giocava a calcio sulla spiaggia da Román Galarraga, allenatore del Racing de Ferrol, che lo portò nella sua squadra.
In questo periodo il Real Saragozza stava seguendo Suco, compagno di squadra al Racing, ma notando Martínez, decise immediatamente di ingaggiare quest'ultimo.
Il suo debutto in Primera División avvenne a 19 anni nel 1959, con la maglia del Real Saragozza, con il quale alla sua prima stagione segnò quattro reti in venti presenze. La sua seconda stagione lo vide ottenere il miglior posizionamento in classifica insieme alla sua squadra, terzo nel Primera División 1960-1961 (Spagna), insieme al terzo posto ottenuto durante il Primera División 1964-1965 (Spagna). Il 21 settembre 1966 segnò una doppietta nella finale di ritorno di Coppa delle Fiere contro il Barcellona, ma la sua squadra perse. Dopo 231 presenze con la maglia del Real Saragozza, decise di ritirarsi nel 1970, giocando in totale solo 6 partite nella sua ultima stagione. Segnò 70 reti con il Real Saragozza nel campionato spagnolo, vincendo la Copa del Rey del 1964.

### Nazionale
Con la nazionale di calcio spagnola giocò 14 partite, segnando 4 reti; una di queste fu quella che decise la finale del campionato europeo di calcio 1964, con un colpo di testa su cross di Jesús María Pereda. Debuttò tra le Furie rosse il 23 novembre 1961 in Spagna-Marocco 3-2, gara in cui realizzò una delle reti.

## Palmarès

### Club

#### Competizioni nazionali
- Coppa di Spagna: 2

Real Saragozza: 1963-1964, 1965-1966

#### Competizioni internazionali
- Coppa delle Fiere: 1

Real Saragozza: 1963-1964

### Nazionale
- Campionato d'Europa: 1

1964